# 毛俭草
毛俭草（学名：Mnesithea mollicoma）为禾本科毛俭草属下的一个种。